# スコラ 坂本龍一 音楽の学校
『スコラ 坂本龍一 音楽の学校』（ -さかもとりゅういち おんがくのがっこう）は、NHK Eテレが2010年4月3日に放送を開始した音楽番組である。「スコラ」（schola）は、ラテン語で「学校」の意である。音楽を志す若者を対象にした音楽系教養番組である。坂本龍一が講師となり、音楽の魅力を解き明かす。番組プロデューサーは佐渡岳利。

## シーズン1
- 放送期間：2010年4月3日 - 2010年6月19日
- 放送時間
  - NHK Eテレ：土曜日 23:45 - 24:15／翌週土曜日 10:30 - 11:00
  - NHK BS2：火曜日 16:30 - 17:00

| シリーズ        | ゲスト講師                           | 演奏                             | ワークショップ演奏                              | サブタイトル                 | 初回放送日    |
| --------------- | ------------------------------------ | -------------------------------- | ----------------------------------------------- | ---------------------------- | ------------- |
| J.S.バッハ      | 浅田彰 小沼純一 岡田暁生             | 藤原真理 坂本龍一                | 東京藝術大学 バッハ・カンタータ・クラブ         | バッハはなぜ”音楽の父”なのか | 2010年4月3日  |
| J.S.バッハ      | 浅田彰 小沼純一 岡田暁生             | 藤原真理 坂本龍一                | 東京藝術大学 バッハ・カンタータ・クラブ         | ”音楽の職人”バッハ           | 2010年4月10日 |
| J.S.バッハ      | 浅田彰 小沼純一 岡田暁生             | 藤原真理 坂本龍一                | 東京藝術大学 バッハ・カンタータ・クラブ         | 神に捧げる調べ               | 2010年4月17日 |
| J.S.バッハ      | 浅田彰 小沼純一 岡田暁生             | 藤原真理 坂本龍一                | 東京藝術大学 バッハ・カンタータ・クラブ         | 再発見され続けるバッハ       | 2010年4月24日 |
| ジャズ          | 山下洋輔 大谷能生                    | 山下洋輔 坂本龍一 田中邦和トリオ | 国立音楽大学 ニュータイド・ジャズ・オーケストラ | ジャズの起源                 | 2010年5月1日  |
| ジャズ          | 山下洋輔 大谷能生                    | 山下洋輔 坂本龍一 田中邦和トリオ | 国立音楽大学 ニュータイド・ジャズ・オーケストラ | スウィングジャズの隆盛       | 2010年5月8日  |
| ジャズ          | 山下洋輔 大谷能生                    | 山下洋輔 坂本龍一 田中邦和トリオ | 国立音楽大学 ニュータイド・ジャズ・オーケストラ | モダンジャズの誕生           | 2010年5月15日 |
| ジャズ          | 山下洋輔 大谷能生                    | 山下洋輔 坂本龍一 田中邦和トリオ | 国立音楽大学 ニュータイド・ジャズ・オーケストラ | 融合・拡散するジャズ         | 2010年5月22日 |
| ドラムズ&ベース | 細野晴臣 高橋幸宏 ピーター・バラカン | YMO 小山田圭吾 権藤知彦          | 世田谷区立祖師谷小学校 児童                     | ドラムとベースの成り立ち     | 2010年5月29日 |
| ドラムズ&ベース | 細野晴臣 高橋幸宏 ピーター・バラカン | YMO 小山田圭吾 権藤知彦          | 世田谷区立祖師谷小学校 児童                     | ドラムの演奏におけるリズム論 | 2010年6月5日  |
| ドラムズ&ベース | 細野晴臣 高橋幸宏 ピーター・バラカン | YMO 小山田圭吾 権藤知彦          | 世田谷区立祖師谷小学校 児童                     | ベースの演奏におけるリズム論 | 2010年6月12日 |
| ドラムズ&ベース | 細野晴臣 高橋幸宏 ピーター・バラカン | YMO 小山田圭吾 権藤知彦          | 世田谷区立祖師谷小学校 児童                     | ドラムとベースの現在と未来   | 2010年6月19日 |

## 白熱教室JAPAN
- 放送期間：2010年10月24日 - 2010年11月14日
- 放送時間（NHK Eテレ）：日曜日 18:00 - 18:58
- ナレーション：岩槻里子
- 収録会場：京都造形芸術大学

| サブタイトル                          | ゲスト講師                             | 初回放送日     |
| ------------------------------------- | -------------------------------------- | -------------- |
| 3教授が語る“スコラの喜び”             | 浅田彰、小沼純一、岡田暁生             | 2010年10月24日 |
| “音”で楽しむスコラ・バッハ編          | 岡田暁生、藤原真理                     | 2010年10月31日 |
| “音”で楽しむスコラ・ジャズ編          | 山下洋輔、大谷能生                     | 2010年11月7日  |
| “音”で楽しむスコラ・ドラムズ&ベース編 | 高橋幸宏、細野晴臣、ピーター・バラカン | 2010年11月14日 |

## シーズン2
- 放送期間：2011年10月1日 - 2011年12月17日
- 放送時間（NHK Eテレ）：土曜日 23:00 - 23:30／翌週土曜日 11:00 - 11:30

| シリーズ                       | ゲスト講師                         | 演奏                         | サブタイトル                         | 初回放送日     |
| ------------------------------ | ---------------------------------- | ---------------------------- | ------------------------------------ | -------------- |
| 古典派                         | 浅田彰 小沼純一 岡田暁生           | 坂本龍一                     | 古典派の歴史的位置づけと音楽的特徴   | 2011年10月1日  |
| 古典派                         | 浅田彰 小沼純一 岡田暁生           | 坂本龍一                     | ハイドンの功績とソナタ形式           | 2011年10月8日  |
| 古典派                         | 浅田彰 小沼純一 岡田暁生           | 坂本龍一                     | モーツァルト 天才が作った音楽        | 2011年10月15日 |
| 古典派                         | 浅田彰 小沼純一 岡田暁生           | 坂本龍一                     | ベートーヴェン 対立し和解する音楽    | 2011年10月22日 |
| ドビュッシー、サティ、ラヴェル | 浅田彰 小沼純一                    | 坂本龍一                     | 民族音楽との出会い                   | 2011年10月29日 |
| ドビュッシー、サティ、ラヴェル | 浅田彰 小沼純一                    | 坂本龍一                     | 自由に広がる音楽                     | 2011年11月5日  |
| ドビュッシー、サティ、ラヴェル | 浅田彰 小沼純一                    | 坂本龍一                     | 楽器以外の音を取り入れた音楽         | 2011年11月12日 |
| ドビュッシー、サティ、ラヴェル | 浅田彰 小沼純一                    | 坂本龍一                     | 20世紀の音楽への影響                 | 2011年11月19日 |
| ロックへの道                   | 北中正和 ピーター・バラカン 高田漣 | 坂本龍一 細野晴臣 小山田圭吾 | ロックンロールの誕生                 | 2011年11月26日 |
| ロックへの道                   | 北中正和 ピーター・バラカン 高田漣 | 坂本龍一 細野晴臣 小山田圭吾 | エルヴィスの衝撃                     | 2011年12月3日  |
| ロックへの道                   | 北中正和 ピーター・バラカン 高田漣 | 坂本龍一 細野晴臣 小山田圭吾 | ロックの要ギターリフの発明           | 2011年12月10日 |
| ロックへの道                   | 北中正和 ピーター・バラカン 高田漣 | 坂本龍一 細野晴臣 小山田圭吾 | 日本のロックとビハインド・ザ・マスク | 2011年12月17日 |

## シーズン3
- 放送期間：2013年1月11日 - 2013年3月15日
- 放送時間（NHK Eテレ）：金曜日 23:00 - 23:30／翌週木曜日 0:30 - 1:00

| シリーズ       | ゲスト講師                             | 演奏 | サブタイトル                     | 初回放送日    |
| -------------- | -------------------------------------- | --- | -------------------------------- | ------------- |
| 映画音楽       | 浅田彰 小沼純一 岸野雄一 岩井俊二 ほか | 坂本龍一 藤原真理 花井悠希                                                                                  | 「映画音楽」(1)                  | 2013年1月11日 |
| 映画音楽       | 浅田彰 小沼純一 岸野雄一 岩井俊二 ほか | 坂本龍一 藤原真理 花井悠希                                                                                  | 「映画音楽」(2)                  | 2013年1月18日 |
| 映画音楽       | 浅田彰 小沼純一 岸野雄一 岩井俊二 ほか | 坂本龍一 藤原真理 花井悠希                                                                                  | 「映画音楽」(3)                  | 2013年1月25日 |
| 映画音楽       | 浅田彰 小沼純一 岸野雄一 岩井俊二 ほか | 坂本龍一 藤原真理 花井悠希                                                                                  | 「映画音楽」(4)                  | 2013年2月1日  |
| 映画音楽       | 浅田彰 小沼純一 岸野雄一 岩井俊二 ほか | 坂本龍一 藤原真理 花井悠希                                                                                  | 「映画音楽」(5)                  | 2013年2月8日  |
| アフリカの音楽 | 塚田健一 小沼純一 分藤大翼 川瀬慈 ほか | 坂本龍一 ラティール・シー ウスマン・ジェジュー ダウール・ユッスー・ンジャイ ウィンチェスター・ニ・テテ ほか | 「アフリカの音楽」(1)            | 2013年2月15日 |
| アフリカの音楽 | 塚田健一 小沼純一 分藤大翼 川瀬慈 ほか | 坂本龍一 ラティール・シー ウスマン・ジェジュー ダウール・ユッスー・ンジャイ ウィンチェスター・ニ・テテ ほか | 「アフリカの音楽」(2)            | 2013年2月22日 |
| アフリカの音楽 | 塚田健一 小沼純一 分藤大翼 川瀬慈 ほか | 坂本龍一 ラティール・シー ウスマン・ジェジュー ダウール・ユッスー・ンジャイ ウィンチェスター・ニ・テテ ほか | 「アフリカの音楽」(3)            | 2013年3月1日  |
| アフリカの音楽 | 塚田健一 小沼純一 分藤大翼 川瀬慈 ほか | 坂本龍一 ラティール・シー ウスマン・ジェジュー ダウール・ユッスー・ンジャイ ウィンチェスター・ニ・テテ ほか | 「アフリカの音楽」(4)            | 2013年3月8日  |
| オーケストラ   | 浅田彰 小沼純一 大友良英 ほか          | 坂本龍一 広島交響楽団（指揮 松浦修） ほか                                                                   | 「オーケストラ」(1)              | 2013年3月15日 |
| オーケストラ   | 浅田彰 小沼純一 大友良英 ほか          | 坂本龍一 広島交響楽団（指揮 松浦修） ほか                                                                   | 「オーケストラ」(2)              | 2013年3月22日 |
| オーケストラ   | 浅田彰 小沼純一 大友良英 ほか          | 坂本龍一 広島交響楽団（指揮 松浦修） ほか                                                                   | 「オーケストラ」(3)              | 2013年3月29日 |
| オーケストラ   | 浅田彰 小沼純一 大友良英 ほか          | 坂本龍一 広島交響楽団（指揮 松浦修） ほか                                                                   | 「オーケストラと市民」(特別講座) | 2013年3月16日 |

## シーズン4
- 放送期間：2014年1月9日 - 2014年3月27日
- 放送時間（NHK Eテレ）：木曜日 23:00 - 23:30／翌週木曜日 0:30 - 1:00

| シリーズ       | ゲスト講師                                                     | 演奏                                                                           | サブタイトル          | 初回放送日    |
| -------------- | -------------------------------------------------------------- | ------------------------------------------------------------------------------ | --------------------- | ------------- |
| 電子音楽       | 小沼純一 川崎弘二 三輪眞弘 竹内正実 大矢素子 能美亮士          | 坂本龍一 松武秀樹 オープンリールアンサンブル 真鍋大度 ほか                     | 「電子音楽」(1)       | 2014年1月9日  |
| 電子音楽       | 小沼純一 川崎弘二 三輪眞弘 竹内正実 大矢素子 能美亮士          | 坂本龍一 松武秀樹 オープンリールアンサンブル 真鍋大度 ほか                     | 「電子音楽」(2)       | 2014年1月16日 |
| 電子音楽       | 小沼純一 川崎弘二 三輪眞弘 竹内正実 大矢素子 能美亮士          | 坂本龍一 松武秀樹 オープンリールアンサンブル 真鍋大度 ほか                     | 「電子音楽」(3)       | 2014年1月23日 |
| 電子音楽       | 小沼純一 川崎弘二 三輪眞弘 竹内正実 大矢素子 能美亮士          | 坂本龍一 松武秀樹 オープンリールアンサンブル 真鍋大度 ほか                     | 「電子音楽」(4)       | 2014年1月30日 |
| 日本の伝統音楽 | 小沼純一 星川京児 野村萬斎 松岡心平 小島美子 芝祐靖 田中悠美子 | 関根秀樹 伶楽舎 杉信太朗 吉阪一郎 亀井広忠 前川光範 竹本千歳大夫 豊澤富助 ほか | 「日本の伝統音楽」(1) | 2014年2月6日  |
| 日本の伝統音楽 | 小沼純一 星川京児 野村萬斎 松岡心平 小島美子 芝祐靖 田中悠美子 | 関根秀樹 伶楽舎 杉信太朗 吉阪一郎 亀井広忠 前川光範 竹本千歳大夫 豊澤富助 ほか | 「日本の伝統音楽」(2) | 2014年2月13日 |
| 日本の伝統音楽 | 小沼純一 星川京児 野村萬斎 松岡心平 小島美子 芝祐靖 田中悠美子 | 関根秀樹 伶楽舎 杉信太朗 吉阪一郎 亀井広忠 前川光範 竹本千歳大夫 豊澤富助 ほか | 「日本の伝統音楽」(3) | 2014年2月20日 |
| 日本の伝統音楽 | 小沼純一 星川京児 野村萬斎 松岡心平 小島美子 芝祐靖 田中悠美子 | 関根秀樹 伶楽舎 杉信太朗 吉阪一郎 亀井広忠 前川光範 竹本千歳大夫 豊澤富助 ほか | 「日本の伝統音楽」(4) | 2014年2月27日 |
| 日本の伝統音楽 | 小沼純一 星川京児 野村萬斎 松岡心平 小島美子 芝祐靖 田中悠美子 | 関根秀樹 伶楽舎 杉信太朗 吉阪一郎 亀井広忠 前川光範 竹本千歳大夫 豊澤富助 ほか | 「日本の伝統音楽」(5) | 2014年3月6日  |
| 20世紀の音楽   | 浅田彰 小沼純一 岡田暁生                                       | 坂本龍一 藤原真理 永野英樹                                                     | 「20世紀の音楽」(1)   | 2014年3月13日 |
| 20世紀の音楽   | 浅田彰 小沼純一 岡田暁生                                       | 坂本龍一 藤原真理 永野英樹                                                     | 「20世紀の音楽」(2)   | 2014年3月20日 |
| 20世紀の音楽   | 浅田彰 小沼純一 岡田暁生                                       | 坂本龍一 藤原真理 永野英樹                                                     | 「20世紀の音楽」(3)   | 2014年3月27日 |